# موزه ملی عربستان سعودی
موزه ملی عربستان سعودی (به عربی: المتحف الوطني السعودي) یک موزه ملی بزرگ در ریاض پایتخت عربستان سعودی است که در سال ۱۹۹۹ میلادی بنا شده و بخشی از مرکز تاریخی ملک عبدالعزیز در ریاض است.

## ساختمان
این موزه بخشی از طرح توسعه مربع که به بازسازی سراسر منطقه کاخ مربع قدیمی برای جشن گرامی‌داشت صدمین سالگرد تأسیس آن در عربستان سعودی بود می‌باشد و در اوایل سال ۱۹۹۹ میلادی راه اندازی شد. معمار این بنا ریموند مریما برای فرم و رنگ آن از شن‌های قرمزی که در خارج ریاض وجود دارد الهام گرفته‌است. نمای غرب موزه که در امتداد میدان مربع قرار دارد با طرح آن تشکیل یک هلال می‌دهد که اشاره به سمت مکه دارد. نمای غرب با تاریخ اسلام از شبه جزیره عربستان شروع و برای قسمت نهایی، بازدید کننده وارد وحدت طبل می‌شود که صفحه نمایش در مورد دولت عربستان توضیح می‌دهد. آخرین گالری دو مسجد مقدس و حج را نشان می‌دهد. علاوه بر این دو گالری دیگر برای نمایش‌های ویژه وجود دارد.
هشت گالری یا سالن نمایش در این مکان برپا شده:
- انسان و جهان

نخستین نمایشگاه یک قطعه بزرگ از یک شهاب سنگ که در ربع‌الخالی پیدا شده را نشان می‌دهد. در نمایشگاه بزرگ اسکلت تخت‌نیزه‌دندان و ماهی‌خزنده‌سانان وجود دارد.
- امپراطوری‌های عرب

این گالری با تمرکز بر اوایل پادشاهی، دیلمون، مداین، قریه و تیما را نشان می‌دهد.
- دوران پیش از اسلام (جاهلیت)

این گالری به زمانی حدود ۴۰۰ سال پیش از میلاد مسیح تا ظهور اسلام اختصاص داده شده‌است و شهرهایی در آن زمان از جمله مکه، خیبر و نجران را نشان می‌دهد.
- مأموریت پیامبر

در اینجا زندگی و رسالت محمد پیامبر را نشان داده‌است.
- اسلام و شبه جزیره عربستان

زمان تحت پوشش در این بخش به آغاز اسلام در مدینه و تاریخ ظهور و سقوط خلافت اختصاص دارد. همچنین زمان مملوکان و امپراتوری عثمانی تا نخستین دولت عربستان را نشان می‌دهد.
- نخستین و دومین ایالات عربستان

در اینجا فرهنگ و تاریخ دو ایالت در اوایل تاریخ عربستان نشان داده شده‌است.
- وحدت

این بخش به ملک عبدالعزیز اختصاص داده شده‌است که چگونه ریاض را گرفت و پادشاهی خود را بنا نهاد.
- حج و دو مسجد مقدس

یک نمایشگاه بزرگ در این بخش که یک ماکت بزرگ از مکه و اطراف آن را نشان می‌دهد.